# リル・キム
キンバリー・デニス・ジョーンズ（Kimberly Denise Jones、1974年7月11日 - ）は、リル・キム（Lil' Kim）の芸名で知られるアメリカ合衆国のラッパー、シンガーソングライター、音楽プロデューサー、モデル、女優である。

## 来歴
ラッパーとして世界中で1,500万枚以上のアルバムと3,000万枚のシングル売り上げ記録を持ち「ヒップホップの女王」 と称されている。楽曲「ノー・タイム」、「ビッグ・ママ・サング」、「レディース・ナイト」はコンプレックス誌の「女性による50のベストラップソング」に選出されている。ニューヨーク市ブルックリン区で生まれ育ち、家を追い出された後、青年期の生活の多くを街頭で過ごした。10代の頃、彼女のフリースタイルラップは、女優で歌手のダイアナ・ロス、ヒップホップアーティストのMCライトやザ・レディ・オブ・レイジに影響を受けた。ノトーリアス・B.I.G.によって結成されたジュニア・マフィアに参加し、1995年にデビュー・アルバム「コンスピラシー」を発表。Billboard Hot 100のトップ20に入るシングルを2つ生み出した。
1996年に、デビュー・スタジオアルバム「ハード・コア」を発表。アメリカレコード協会からダブルプラチナ認定を受け、アルバムから「ノー・タイム」、「ノット・トゥナイト（レディース・ナイト・リミックス）」、「クラッシュ・オン・ユー」と3曲のラップチャート1位獲得シングルを生み出した。
ワーナー・ブラザース・レコードの株主総会で、活動家のC・デロレス・タッカー（黒人フェミニズム活動家）は、リル・キムの歌詞に、生々しい性的内容が含まれていると認識されていることに言及し、「この汚物を生み出している」とレーベルを批判し、それらを「ギャングスタ・ポルノ・ラップ」とレッテルを貼った。1997年、リル・キムはP.ディディの「ノー・ウェイ・アウト」ツアーに出演し、ハードコア・ラップを宣伝した。このツアーは1998年まで続き、ヒップホップ・ツアーで最高の興行収入を記録し、1600万ドルの興行収入を記録した。キムは同年、自身のレーベル「Queen Bee Entertainment」を立ち上げた。
2000年に発表した2枚目のアルバム「ノトーリアス・キム」、2003年に発表した3枚目のアルバム「ラ・ベラ・マフィア」はどちらもプラチナ認定を受け、少なくとも3枚のプラチナ認定アルバムを持っているミッシー・エリオットを除いて唯一の女性ラッパーとなっている。
2001年にシングル「レディ・マーマレイド」のカバーにクリスティーナ・アギレラ、P!NK、マイアと共に参加（1975年の大ヒット曲のリメイク版であり、元々はラベルの曲である）。曲はBillboard Hot 100で首位を獲得し、同チャートで1位を獲得した2番目の女性ラッパーとなった。更にMTV Video Music Awardsの年間賞、第44回グラミー賞の最優秀ポップ・コラボレーション賞を受賞した。
2005年に、彼女は2001年にニューヨークのラジオ局HOT97前で起きた銃撃事件に関する証人喚問において偽証罪と共謀罪を働いたとして懲役1年の求刑を受け、同年9月に服役する事となるものの、彼女が収監される2週間前までの様子をドキュメンタリーとしてケーブルTV局BETが放送。同局開局以来最高の視聴率を記録した。

## 人物
2025年のカリフォルニア山火事に際してXでメッセージを寄せ、「神様にロサンゼルスにモンスーンが来るようにお祈りする」と綴ったが、「自然災害が起こっているのに、また別の自然災害を起こしたいのか？」と批判を浴びた。これに対してキムは「ロサンゼルスに今必要なのは雨、何が問題なの？」と反論した。

## ディスコグラフィ

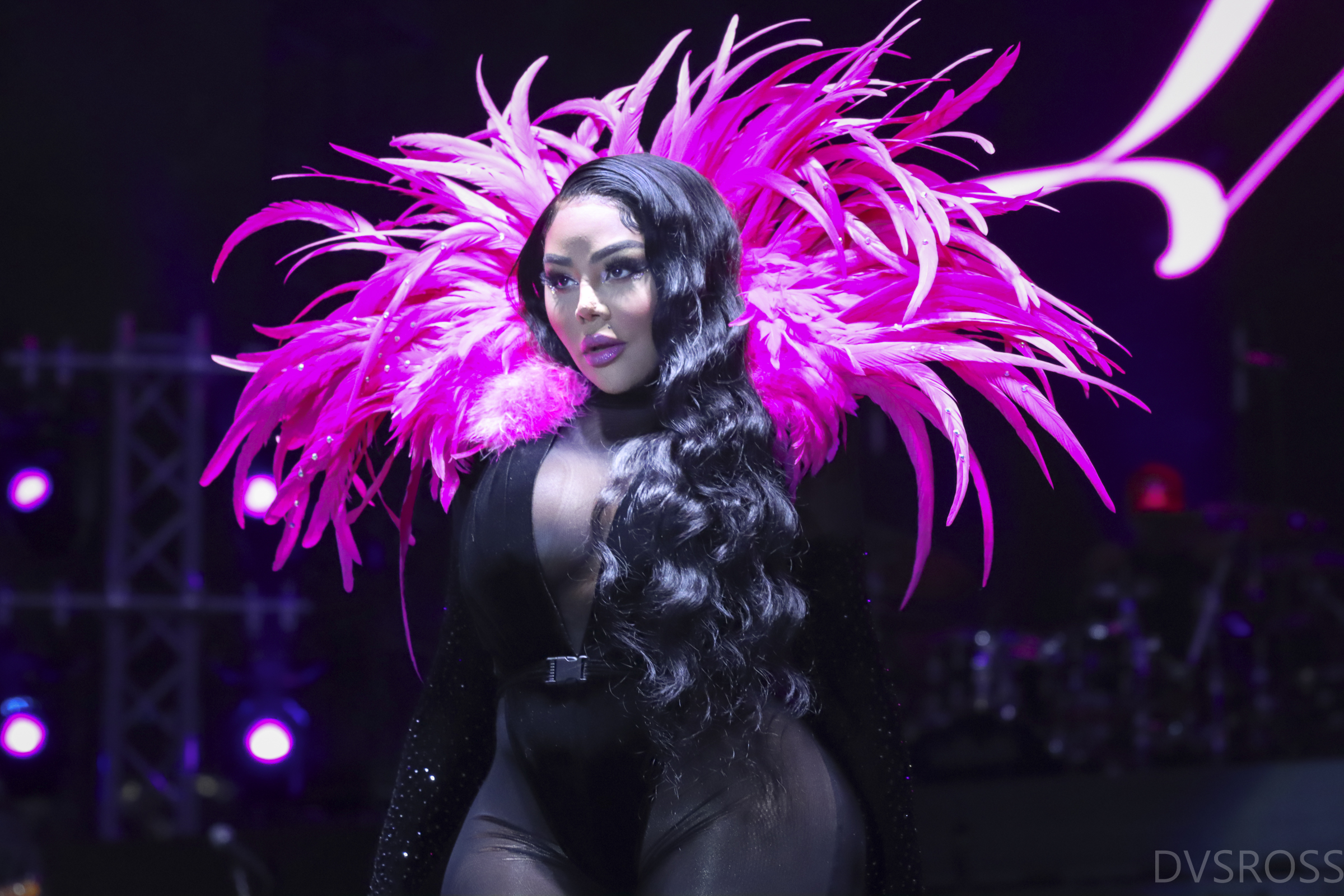
2022年

### アルバム
- 『ハード・コア』 - Hard Core（1996）
- 『ノトーリアス・キム』 - The Notorious KIM（2000）
- 『ラ・ベラ・マフィア』 - La Bella Mafia（2003）
- 『ネイキッド・トゥルース』 - The Naked Truth （2005）
- 9 (2019)

### ミックステープ
- Ms. G.O.A.T. （2007）
- Black Friday （2011）